# Paramidea
Paramidea is een geslacht van vlinders van de familie witjes (Pieridae).

## Soorten
- P. genutia Fabricius, 1793
- P. scolymus (Butler, 1866)